# ووکاشو
ووکاشو (به لاتین: Łukaszew) یک روستا در لهستان است که در گمینا پوگوژلا واقع شده‌است.